# Бизанц, Альфред
Альфред Бизанц (нем. Alfred Bisanz, укр. Альфре́д Біза́́нц; 15 ноября 1890, Дорнфельд, ныне Стрыйского района Львовской области Украины — 1951, Владимир, РСФСР) — австрийский и украинский военный деятель, подполковник Украинской Галицкой армии и Армии Украинской Народной Республики. Полковник немецкой военной разведки (абвера) нацистской Германии в годы Второй мировой войны. Руководитель Военной Управы «Галичина», осуществлявшей организационные мероприятия по формированию Дивизии СС «Галичина».

## Биография

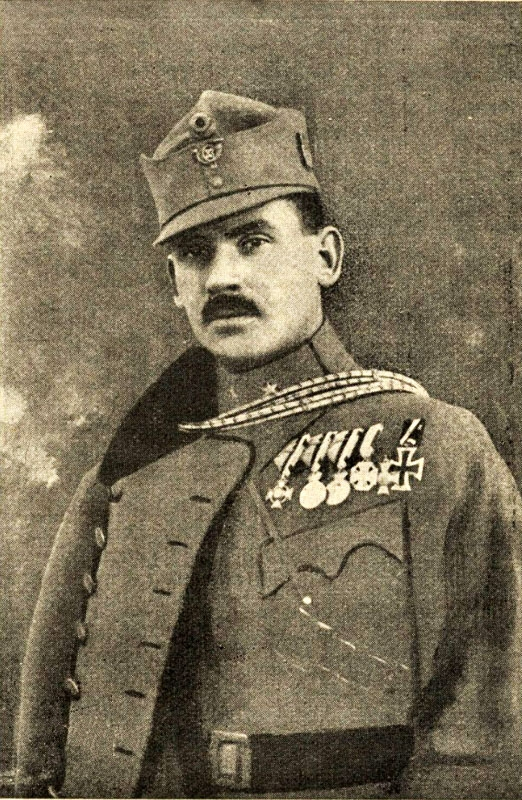
Офицер императорской австрийской армии Альфред Бизанц

Родился в немецкой колонии Дорнфельд (Австро-Венгрия). По происхождению галицийский немец (фольксдойче).
В 1910 году окончил Львовскую кадетскую школу (ныне Академия сухопутных войск имени гетмана Петра Сагайдачного во Львове). В 1913 поступил в Военную академию Генерального штаба Австро-Венгерской армии, которую закончил досрочно в связи с началом Первой мировой войны.
В годы Первой мировой войны — офицер императорской австрийской армии. Воевал на Балканах и итальянском фронте.
С ноября 1918 — командир Львовской (Седьмой) бригады УГА, входившей в состав группы войск «Юг».
В марте 1919 бригада А. Бизанца отличилась в ходе Вовчуховской операции 1919 года. В июне 1919 Львовская бригада УГА начала Чортковское наступление, принимала участие во взятии города Бучача. За успех этой операции ему было присвоено звание подполковника и переведён служить в Генеральном штабе Армии УНР. В августе 1919 его часть успешно действовала во время наступления объединённой Украинской армии на Киев.
В январе 1920 подразделение А. Бизанца в составе частей Украинской Галицкой Армии, в результате эпидемии тифа, недостатка боеприпасов и большевистской агитации попала в критическое положение и перешла на службу в Красную Украинскую Галицкую Армии (КУГА). В конце апреля 1920 группа войск под командованием А. Бизанца, оголив фронт, вышла из состава КУГА и, прорвав линию соприкосновения с польскими войсками в районе села Махновка, отправилась на соединение с частями Армии УНР. Был интернирован поляками, и находился в лагере в городе Калиш.
В 1921 году, после освобождения из лагеря, вернулся и жил в своём поместье.
После начала Второй мировой войны в октябре 1939 года перешёл на сторону фашистской Германии, прибыл в Краков и вступил на службу в немецкую армию.
С начала 1940-х годов — референт по украинским делам в Управлении Генерал-губернаторства. Советник генерал-губернатора Дистрикта Галиция Отто Вехтера.
С 1943 до конца войны А. Бизанц возглавлял Военную управу дивизии СС «Галичина». Поддерживал постоянную связь генерал-губернаторства с группой Андрей Мельника (фракция ОУН). В качестве представителя немецких спецслужб, сотрудничал с бандеровцами. Бизанц на допросе в НКВД показал, что он лично принимал группу украинских националистов во главе со Степаном Бандерой в начале декабря 1939 года, в этой группе был и будущий главнокомандующий УПА, активный член ОУН Роман Шухевич. Впоследствии он с Шухевичем столкнулся в 1940 году в разведшколе города Криница, где Шухевич проходил обучение диверсионно-разведывательному ремеслу. Так:

…В мае месяце 1940 года немецким разведывательным органом в городе Кракове «Абверштелле-Краков» были созданы три разведывательно-диверсионные школы в городах Краковского воеводства Польши: Криница, Ясло и Вислок-Вельки. Официально эти школы назывались «рабочими школами» — «Арбайтсдиенстшуле» — и имели порядковые номера: в Кринице «Арбайтсдиенстшуле» № 1, в Ясло — № 2 и Вислок-Вельки — № 3. …Перед самым нападением Германии на Советский Союз, в начале 1941 года, немцами был создан и направлен в состав действующей немецкой армии батальон украинцев-галичан, который затем участвовал в боях против Советской Армии в направлении Львов-Тернополь-Проскуров-Винница. В составе этого батальона служил и Шухевич, в чине капитана немецкой армии, командуя ротой…
В 1945 году был арестован советскими спецслужбами СМЕРШ в Вене. Передан польским властям. Позже до 1949 года находился в концлагере в Потьме (Мордовия). Затем содержался во Владимирском централе, где и был расстрелян за саботаж в 1951 году.

## Награды
- Крест «За военные заслуги» (Австро-Венгрия)
- Железный крест 1-го класса
- Военный крест Карла (Австро-Венгрия)
- Медаль «За храбрость» (Австро-Венгрия)